# Trombidium
A Trombidium a pókszabásúak (Arachnida) osztályának a bársonyatka-alakúak (Trombidiformes) rendjébe, ezen belül a bársonyatkafélék (Trombidiidae) családjába tartozó nem.

## Rendszerezés
A nembe az alábbi 33 élő faj és 1 fosszilis faj tartozik (meglehet, hogy a lista hiányos):
- Trombidium auroraense Vercammen-Grandjean, Van Driesche & Gyrisco, 1977 – New York
- Trombidium breei Southcott, 1986 – Európa
- Trombidium brevimanum (Berlese, 1910) – Európa
- Trombidium cancelai (Robaux, 1967) – Spanyolország
- Trombidium carpaticum (Feider, 1950) – Franciaország, Románia
- †Trombidium clavipes Koch & Berendt, 1854 – oligocén; Európa
- Trombidium dacicum (Feider, 1950) – Lengyelország, Románia
- Trombidium daunium (Paoli, 1937) – Olaszország
- Trombidium fturum Schweizer, 1951 – Spanyolország, Svájc
- Trombidium fuornum Schweizer, 1951 – Lengyelország, Svájc, Franciaország
- Trombidium geniculatum (Feider, 1955) – Spanyolország, Románia, Lengyelország, Norvégia
- Trombidium heterotrichum (Berlese, 1910) – Európa
- közönséges bársonyatka (Trombidium holosericeum) (Linnaeus, 1758) – Eurázsia
- Trombidium hungaricum Kobulej, 1957 – Magyarország
- Trombidium hyperi Vercammen-Grandjean, Van Driesche & Gyrisco, 1977 – New York
- Trombidium kneissli (Krausse, 1915) – Európa
- Trombidium latum C. L. Koch, 1837 – Európa
- Trombidium mastigotarsum (Feider, 1956) – Románia
- Trombidium mediterraneum (Berlese, 1910) – Európa, Algéria
- Trombidium meyeri (Krausse, 1916) – Európa
- Trombidium monoeciportuense (André, 1928) – Csehország, Monaco
- Trombidium neumeyeri (Krausse, 1916) – Japán
- Trombidium parasiticus (de Geer, 1778) – Svédország
- Trombidium poriceps (Oudemans, 1904) – Európa
- Trombidium pygiacum C. L. Koch, 1837 – Németország, Románia
- Trombidium raeticum Schweizer & Bader, 1963 – Svájc
- Trombidium rhopalicus (Vercammen-Grandjean & Popp, 1967) – Németország
- Trombidium rimosum C. L. Koch, 1837 – Európa
- Trombidium rowmundi Haitlinger, 1996 – Lengyelország
- Trombidium semilunare Feider, 1955 – Románia
- Trombidium southcotti Zhang & Saboori, 1996 – Irán
- Trombidium susteri (Feider, 1956) – Németország, Románia
- Trombidium teres (André, 1928) – Franciaország
- Trombidium toldti (Methlagl, 1928) – Ausztria

### Fordítás
- Ez a szócikk részben vagy egészben  a   Trombidium című angol Wikipédia-szócikk ezen változatának fordításán alapul.  Az eredeti cikk szerkesztőit annak laptörténete sorolja fel. Ez a jelzés csupán a megfogalmazás eredetét és a szerzői jogokat jelzi, nem szolgál a cikkben szereplő információk forrásmegjelöléseként.